# Far Cry 3
Far Cry 3 је пуцачина из првог лица из 2012. године коју је развио Ubisoft Montreal, а објавио Ubisoft. То је трећи главни део серијала Far Cry након Far Cry 2. Игра се одвија на измишљеним острвима Рук, тропском архипелагу који играчи могу слободно да истражују. Играње се фокусира на борбу и истраживање. Играчи могу да користе разноврсно оружје да би победили непријатеље и непријатељске дивље животиње, а игра садржи елементе који се налазе у играма RPG као што су стабла вештина и искуство. Након што одмор крене по злу, протагониста Џејсон Броди мора да спаси своје пријатеље, које су отели пирати и да побегне са острва и његових поремећених становника.
Убисофт Монтреал је сарађивао са Убисофтовим глобалним развојним тимом, укључујући Massive Entertainment, Ubisoft Shanghai, Ubisoft Bucharest, Ubisoft Reflections и Red Storm Entertainment. Развој игре је делимично поново покренут 2010. године након одласка неколико кључних креативних радника. Тим је проценио повратне информације за Far Cry 2 и идентификовао области које је требало побољшати или уклонити. Провели су значајно време дизајнирајући острво, које су описали као „другог најважнијег лика“ у игри. Инспирације су црпљене из филмова и ТВ серија као што су Apocalypse Now и Lost, као и из видео игара The Elder Scrolls V: Skyrim и Red Dead Redemption. Мајкл Мандо је ангажован да глуми Васа Монтенегра, антагонисту кога је тим упоредио са Дартом Вејдером.
Игра је најављена у јуну 2011. године, а Убисофт ју је промовисао разним пратећим апликацијама, веб серијама и кросовером. Објављена је за Microsoft Windows, PlayStation 3 and Xbox 360 у новембру 2012. године. Игра је добила критичке похвале по објављивању, са похвалама упућеним њеним ликовима (посебно Васу), дизајну света, визуелним ефектима, напредовању и игрању, иако су режими за више играча у игри добили критике. Упркос слабој продаји у претпродаји, игра је била комерцијални успех, са 10 милиона примерака. Била је номинована за вишеструка признања, укључујући награде за игру године и најбољу пуцачину од стране неколико гејмерских публикација. Такође је наведена као једна од најбољих видео игара икада направљених. Убисофт је подржао игру садржајем за преузимање и објавио је Far Cry 3: Blood Dragon, самосталну експанзију игре, 2013. године. Наследник, Far Cry 4, објављен је у новембру 2014. године. Игра је поново објављена за Плејстејшн 4 и Xbox One у јуну 2018. године.

## Развој
Убисофт Монтреал је био главни девелопер игре и био је одговоран за креирање синглплејер режима. Била је то глобална продукција у којој је учествовало више Убисофт студија: Масив Ентертејнмент је креирао мултиплејер део игре, Убисофт Шангај је дизајнирао мисије и креирао вештачку интелигенцију дивљих животиња, Убисофт Букурешт је обезбедио контролу квалитета, Убисофт Рефлекшнс је помагао Монтреалу у дизајну возила, а Ред Сторм Ентертејнмент је био одговоран за израду ПЦ верзије и корисничког интерфејса игре. Вест Студио је креирао рану концепт арт за игру. Предпродукција игре је почела 2008. године, а више од 90 људи је радило на игри. Far Cry 3 је првобитно био планиран да формира јединствену кохезивну нарацију са претходним деловима серије, иако је тa идеја напуштена када је развој игре делимично поново покренут 2010. године због одласка неколико креативних чланова особља, укључујући оригиналног креативног директора и директора нарације. 6. новембра 2012. године, Убисофт је потврдио да је игра пуштена у производњу. Far Cry 3 је прва игра у серијалу која користи Dunia 2 гејм енџин, знатно модификовану и надограђену верзију Dunia енџина коришћеног у Far Cry 2. Dunia 2 енџин је направљен да побољша перформансе игара заснованих на Dunia-и на конзолама и да дода сложеније функције рендеровања као што је глобално осветљење.